# Deiró Moreira Marra
Deiró Moreira Marra (Patrocínio, 14 de janeiro de 1965) é um advogado, empresário, político e ex deputado estadual, brasileiro do estado de Minas Gerais, exercendo atualmente o mandato de Prefeito na cidade de Patrocínio em Minas Gerais. 